# 林溪 (北达科他州)
林溪（英語：Forest River），是美国北达科他州下属的一座城市。根据2010年美国人口普查，该市有人口125人。